# Interregio

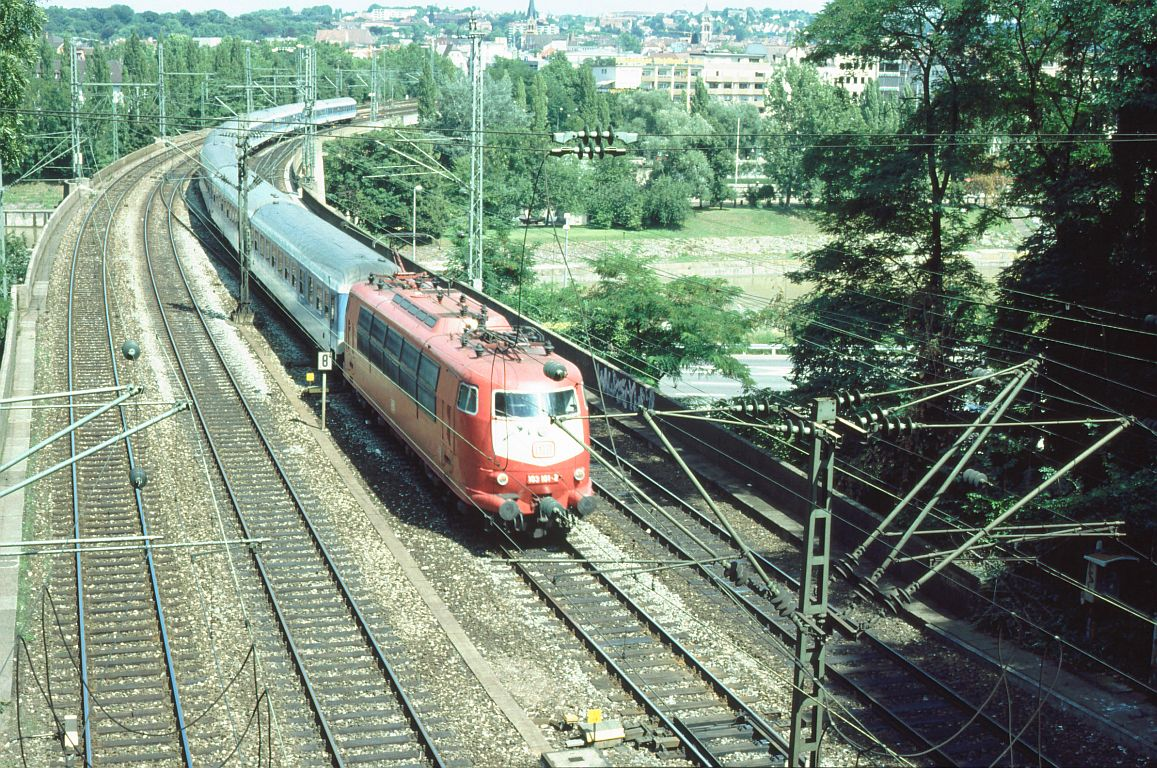
IR s lokomotivou řady 103 ve Stuttgartu (srpen 1993)

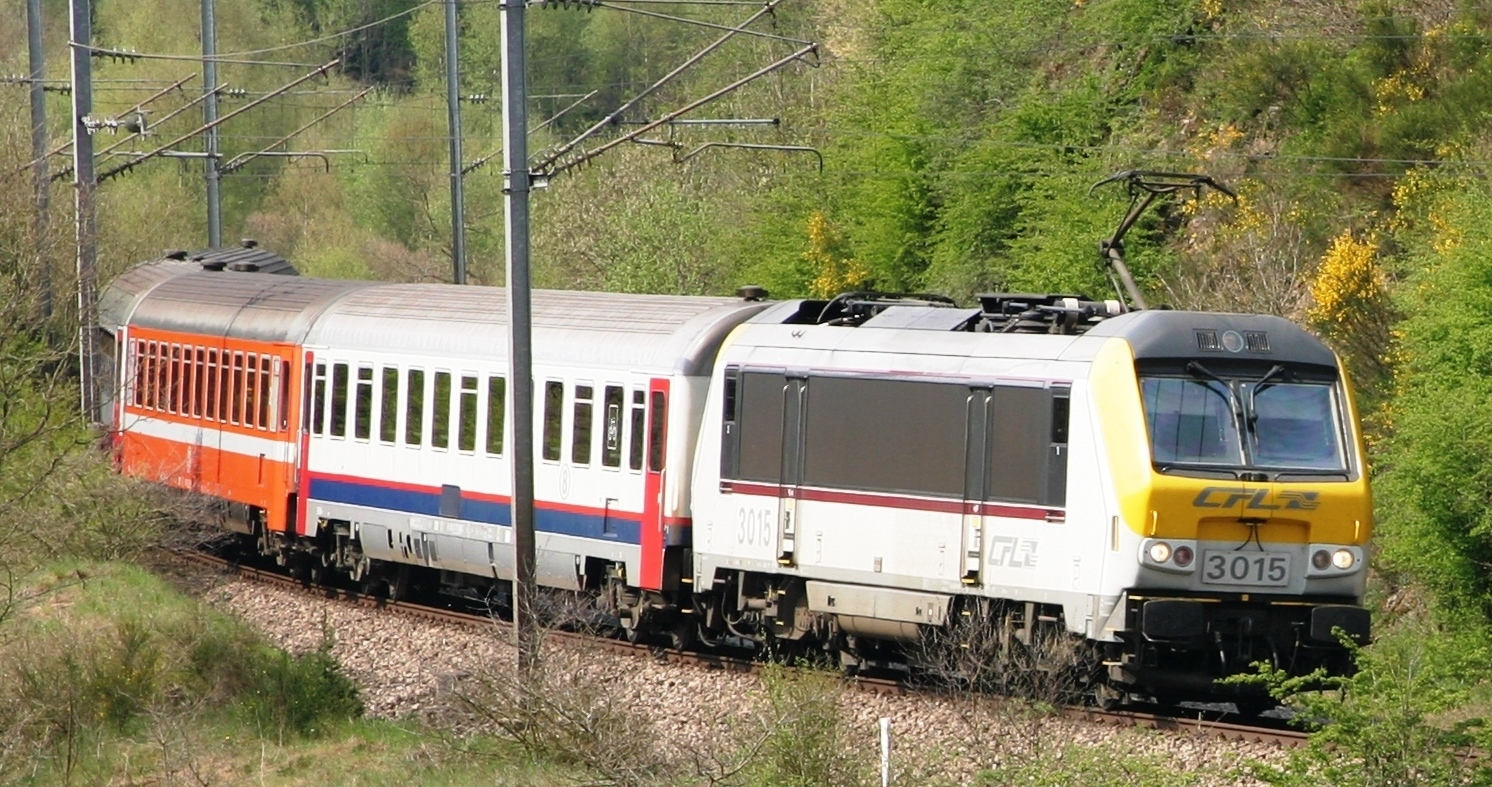
Lucemburské IR tvořené belgickými vozy

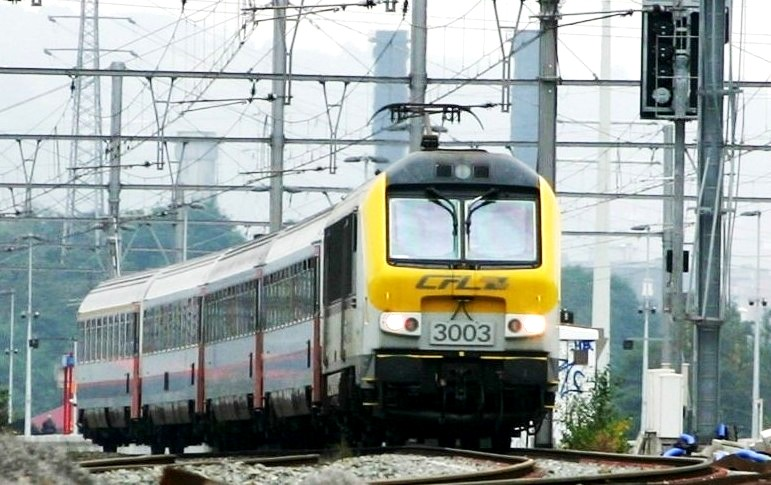
Lucemburské IR v Angleur

InterRegio (zkráceně: IR) je druh vlaku provozovaného některými evropskými železničními společnostmi. V České republice odpovídá tomuto druhu vlaku kategorie rychlík nebo spěšný vlak. V současné době jsou vlaky Interregio provozovány ve Švýcarsku, Belgii, Dánsku, Polsku a v Portugalsku (Interregional).
V Německu a v Itálii nejsou tyto vlaky v provozu od června 2006, resp. června 2007.
V Německu byly vlaky InterRegio zavedeny roku 1988 jako systém dálkové dopravy nahrazující tehdy ještě velmi rozšířených rychlíků jezdících mimo takt. Regiony a středně velká města byla tímto v taktu fungujícím systémem napojena na síť dálkové dopravy, fungující jako doplněk sítě vlaků Intercity (IC) a Eurocity (EC) a od roku 1991 také sítě ICE. Oproti těmto vlakům byly vlaky Interregio bezpříplatkové.
Ve Švýcarsku byla zavedena kategorie InterRegio pro odlišení stávajících rychlíků od vlaků složených z nových nebo modernizovaných klimatizovaných vozů.

## Německo

### Historie

#### Koncept
Po zavedení sítě taktové dopravy vlaků InterCity, klesl deficit Spolkových drah o 250 mil. marek. V té době stály DB před úkolem snížit ztrátu z provozu vlaků kategorie rychlík. Cílem ke splnění tohoto úkolu mělo být zavedení podobného systému vlaků v segmentu mezi kategoriemi vlaků místní dopravy a vlaků InterCity. Ačkoliv byly nové vlaky IR nasazeny i na velmi frekventovaných relacích mezi velkými městy a aglomeracemi, jejich hlavním úkolem bylo v prvé řadě propojovat města střední velikosti (Mittelzentren) a také rekreační oblasti a tvořit napájecí síť pro sítě vlaků InterCity a ICE.
Typické pro vlaky Interregio byl dvouhodinový takt, použití modernizovaných vozů, původně provozovaných na rychlících, zařazení vozu s bistro oddílem a zastavování vlaků každých 20-50 km. Vlaky měly být používány obvykle na vzdálenosti mezi 100 až 500 km, přičemž nejvíce jízd mělo být vykonáno na vzdálenosti 150 km. Přesto začaly být tyto vlaky využívány i pendlery (dojíždějící za prací) na kratší vzdálenosti, čemuž vyhovovalo částečně velkoprostorové uspořádání vozů.
Na základě simulace přepravních proudů byla optimalizována síť 18 tras. Konstrukce jízdního řádu vycházela z průměrné cestovní rychlosti 90 km/h, doby zastavení maximálně 2 minuty a nejméně dvouhodinového taktu a průměrné vzdálenosti stanic 30 km. Vlaky Interregio tak měly s výjimkou mezistátních nahradit rychlíky.

#### Realizace
První linie vlaků Interregio byla zprovozněna v září roku 1988 mezi Hamburkem a Kasselem, v květnu další mezi Kasselem a Kostnicí. Se zahájením provozu byla spuštěna marketingová kampaň s heslem „Nová spojení ve dvouhodinovém taktu“. Reklamní spoty běžely i v televizi s mottem „InterRegio. Nová kapitola cestování“.
DB zrekonstruovala pro vlaky IR do roku 1992 962 rychlíkových vozů.
V jízdním řádu 1993/94 bylo v provozu již 12 tras v kvalitě Interregio a 13 tras vedených rychlíky. Zavedeny byly také řídící vozy s možností přepravy kol.

#### Vrchol
Roku 1990 se síť vlaků Interregio začala rozšiřovat i na tratě provozované Deutsche Reichsbahn. Nejprve prvním párem vlaků na trase Mnichov - Norimberk - Lipsko a také jako prodloužení trasy z Düsseldorfu do Bebry až do Výmaru. Také bylo zavedeno tranzitní spojení do Západního Berlína na trase Kolín nad Rýnem - Berlín.
Také se začaly prodlužovat trasy jednotlivých vlaků z obvyklých konečných jejich standardních tras. Prodlužovaly se především trasy do rekreačních oblastí a do zahraničí. Také se některé z tras začaly propojovat, např. vznikla trasa projíždějící celé Německo: Kostnice - Göttingen - Flensburg. Vlaky IR se rozšířily do např. do Lucemburska, Innsbrucku, Amsterdamu, Padborgu nebo polského Olsztyna.
Od roku 1991 byly skoro všechny rychlíky nahrazeny vlaky Interregio nebo tzv. IR-Vorläufer (vedené v taktu, ale s nemodernizovanými vozy). Roku 1994 byla náhrada dokončena, několik rychlíkových spojů však stále ještě jezdilo.
V roce 1992 měly DB výnos z provozu vlaků IR 420 mil. marek, o rok později již 744 mil. marek. Od změny jízdního řádku v květnu 1995 byl zaveden příplatek pro držitele časových jízdenek. V době největšího rozkvětu obsluhovaly vlaky Interregio 320 stanic (vlaky InterCity a ICE pouze 80 stanic).

#### Ukončení provozu
V roce 1996 prezentovala DB poprvé myšlenku převést rentabilní trasy IR do kategorie InterCity a nerentabilní zrušit nebo zkrátit, nebo převést do kategorie regionální dopravy (financované spolkovými zeměmi). Jako jeden z důvodů byla uváděn konec životnosti modernizovaných vozů. Některé z tras nemohly nabídnout atraktivní cestovní časy a od poloviny devadesátých let se potýkaly s úbytkem cestujících. Průměrné využití vlaků IR bylo např. v roce 1992 44%. Zatímco v aglomeracích byly vlaky přeplněné, mimo ně byly často prázdné.
V červenci 1998 byl oznámen plán do května 1999 ve dvou krocích zrušit okolo poloviny vlaků IR. To se však nesetkalo mezi cestující veřejností s povděkem a díky protestům byl tento plán částečně redukován. Ke změně jízdního řádu v květnu 1999 bylo zrušeno 20 vlaků, mezi nimi kompletně trasa Cáchy - Berlín.
Po druhé fázi drážní reformy, kdy byla v regionální dopravě v provozu mnoho moderních a rychlých vozidel a kdy byly v nabídce cenově atraktivní jízdenky, nastal konec vlaků Interregio. Poslední IR ukončilo svůj provoz v květnu 2006 na trase Berlín - Chemnitz.

### Vzhled vlaků IR

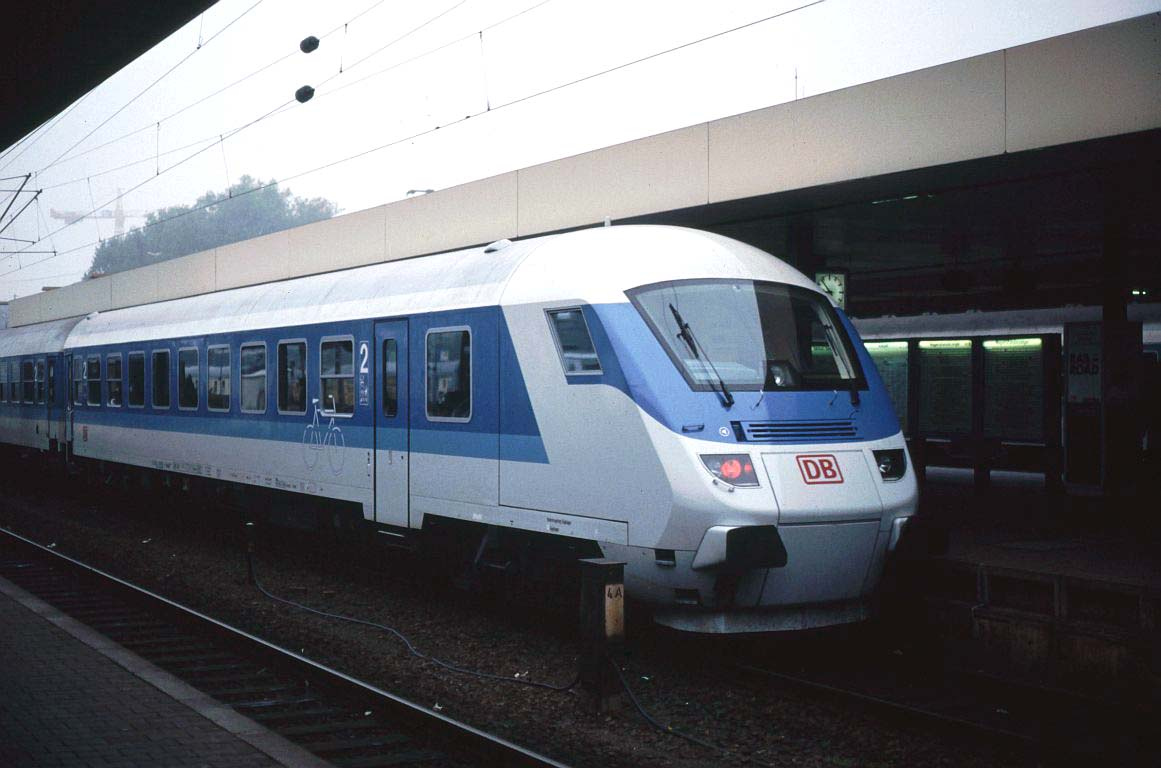
Řídící vůz InterRegio v typickém zbarvení (1995)

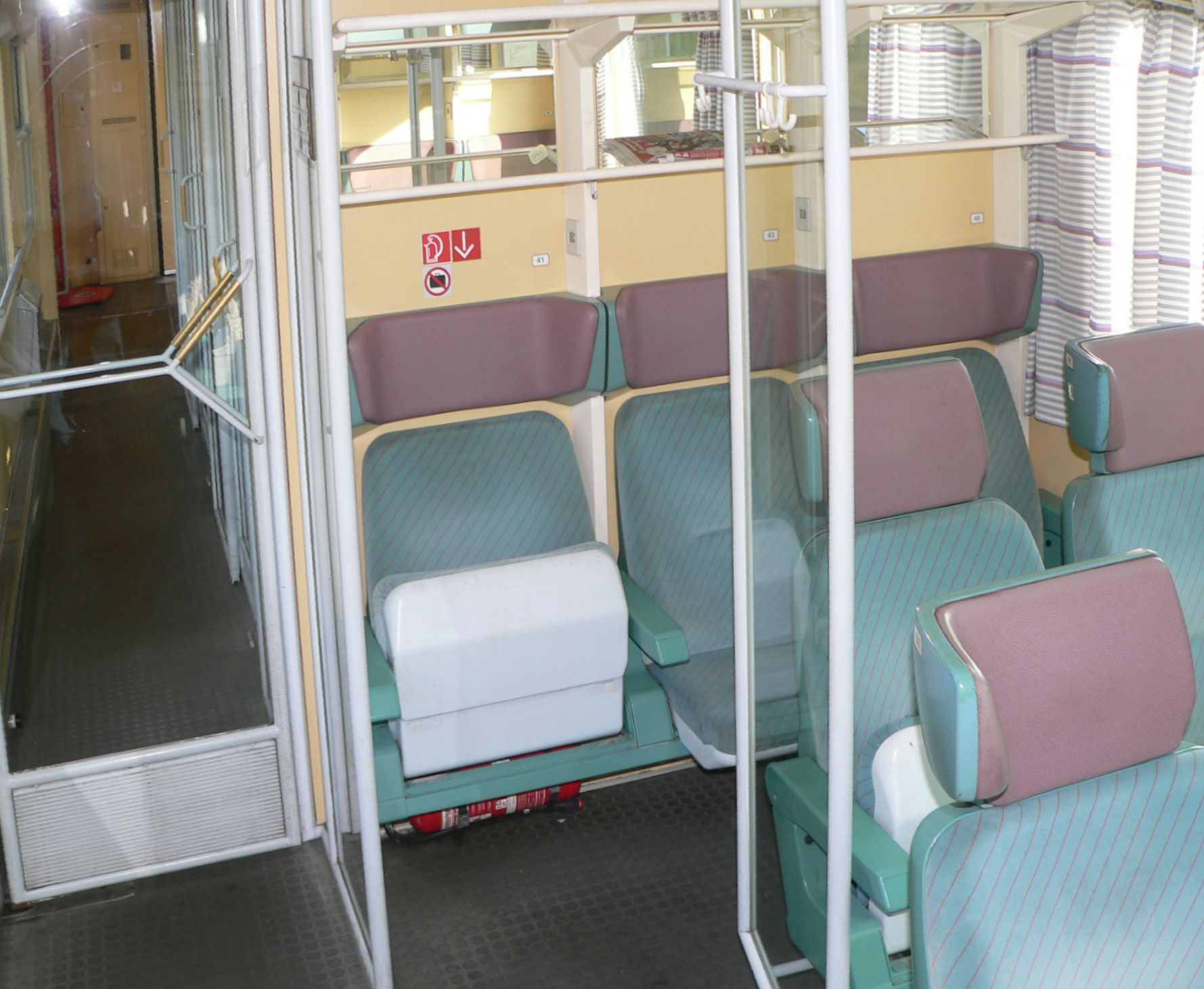
Pohled do interiéru vozu soupravy Interregio

Design vozů pro vlaky Interregio vzešel ze soutěže vyhlášené otcem projektu Interregio Karl-Dieterm Bodackem z Designového centra DB v Mnichově. Vítězem soutěže se stal Jens Peters ze společnosti Team BPR ve Stuttgartu.
Typickým pro vlaky Interregio bylo modré zbarvení. Okenní pruh v barvě modrošedé (RAL 5023) s 26 cm širokým pruhem v modré pastelové(RAL 5024). Dalším znakem vozů první a druhé třídy byla kombinace několika velkoprostorových oddílů (2x10 míst k sezení a 1x14 míst k sezení) a čtyřech běžných oddílů (s pěti nebo šesti místy k sezení) a se širokou boční uličkou. Interiér byl proveden v pastelových barvách růžové a zelené. Ideou při návrhu vozů bylo dát cestujícím možnost výběru místa mezi velkoprostorovým nebo oddílovým uspořádáním. Velká většina spojů nabízela také bistro vůz, na některých spojích byl k dispozici pojízdný minibar.
Vytápění vozů bylo teplovodní. Vozy nebyly, až na bistro vozy, klimatizované. Tato skutečnost byla velmi kritizovaná, snahy o řešení dosazením dodatečné klimatizace nebyly realizovány. Zvláště ke konci provozu to byl velký handicap, protože i v regionální dopravě se stala klimatizace běžnou. Další, avšak cestujícími málo využívanou vymožeností vozů byly uzamykatelné prostory pro zavazadla.
Od roku 1992 byly vlaky doplňovány o řídící vozy řady Bimd(z) s oddílem pro jízdní kola (8-13 kol). Od roku 1995 byly na některých trasách nasazovány vozy s větším oddílem pro kola a zavazadla umístěným přímo za stanovištěm strojvedoucího. Stanoviště strojvedoucího bylo odděleno prosklenou stěnou.

### Vozový park
Z důvodů úspory nákladů byly pro vlaky Interregio použity rekonstruované bývalé rychlíkové vozy z let 1968 až 1979, které již nebylo potřeba využívat pro vlaky InterCity a rychlíky. Interiér ve stylu 50. až 70. let byl kompletně demontován. První prototyp byl dokončen v roce 1985, další dva obou tříd v roce 1987. Rekonstrukce vozů probíhaly v bývalých dílnách DB ve Weidenu v Horní Falci, v té době závodu PfA (Partner für Fahrzeugausstattung). Rekonstruovány byly vozy řad Am203, ABm225 a Bm234/235 na vozy první třídy řady Aim260/261 a bistro vozy řady ARkimbz262 a na vozy druhé třídy řady Bim263/264, později Bimd268 (s oddílem pro jízdní kola). V PfA bylo do zahájení provozu vlaků IR přestavěno 34 vozů (8xAim, 22xBim, 4xARbuimz162).
Po znovusjednocení Německa byly roku 1991 v závodě RAW Halberstadt pro Deutsche Reichsbahn rekonstruovány vozy řad Am201, ABom222 a Bom280 z produkce tohoto závodu z let 1984 až 1990. Tyto vozy byly osazeny podvozky GP200, které byly doplněny o elektromagnetickou brzdu, aby byly použitelné i pro rychlosti do 200 km/h. Přestavbou vznikly vozy řad Bimz256, Bimz259, ABimz265 a Bimdz267 (s oddílem pro jízdní kola). Tyto vozy dostaly nové bočnice z důvodu vyššího počtu oddílů ve voze (12 oken namísto původních 10 nebo 11). Tím došlo ke sjednocení s vozy DB a i vozy DR tak mohly být v interiéru vybaveny stejně. Představky vozů DR odpovídaly normě UIC-Z (vozy DB UIC-X) a byly tak větší než u vozů DB. Oproti tomu oddíly byly menší (20913 mm X 21060 mm). Vozy DR byly přestavovány pouze na vozy druhé třídy. DR dále odkoupily od DB 27 přestavěných vozů první třídy řady Aimz a 23 bistro vozů řady ARkimbz a dále pro vlaky Interregio použily 40 oddílových vozů.
Další vozy byly roku 1991 upraveny pro provoz na vysokorychlostních tratích. Jednalo se o řady Aimz261.4 (28 ks), Bimz264.4 (113 ks), ARkimbz262.4 (13 ks), Bimdz268.4 (9 ks - s oddílem pro jízdní kola). Tyto vozy byly vybaveny uzavřeným systémem WC, novými vodními nádržemi a přemostěním záchranné brzdy. Dále byla plánována výroba nových tlakotěsných vozů, 50 první, 160 druhé třídy a 30 bistro vozů.
Od roku 1992 byly ve všech vlacích IR řazeny vozy pro jízdní kola. Dle plánu z roku 1992 měla flotila vozů IR čítat 1400 vozů. Roku 1992 bylo přestavěno 184 vozů DB a 209 vozů DR, flotila vozů tak čítala 901 vozů.
28. května 1993 předala PfA tisící vůz pro systém Interregio.
První vozy IR měly na každém konci uzamykatelné skřínky na zavazadla, tato vymoženost však nebyla, mj. z důvodu nízkého využití, při pozdějších přestavbách prováděna.
Jako poslední bylo roku 1995 obstaráno 20 řídicích vozů řady Bimdzf269 vzniklých přestavbou vozů řad ABom226, Bom281 a dvou havarovaných Bimz259.
Dalších 12 řídících vozů řady Bimdzf269.2 bylo určeno pro vlaky Intercity na trase č. 8 (Mnichov - Norimberk - Lipsko - Berlín - Hamburg). Tyto vozy měly interiér odpovídající vozům pro Interregio.
Dalšími vozy v nátěru IR bylo 40 vozů řady Amz210 z vagónky Waggonbau Bautzen z roku 1991 v podstatě odpovídající vozům z vagónky v Halberstadtu. Vnitřní vybavení však neodpovídalo vozů IR, tyto vozy byly později přeznačeny na druhou třídu a později byly odstaveny nebo prodány. Některé z nich jsou dnes v provozu u vlaků Arriva-Länderbahn-Express (ALEX) v Bavorsku.
Dva vozy řady Bvmz185, čtyři řady Avmz107 a 16 vozů řady Bpmz293 určených pro vlaky InterCity byly pro použití pro vlak 1980/81 Königsee provozovaný mezi Hamburkem a Berchtesgadenem byly přebarveny také do schématu IR ačkoliv jejich interiér odpovídal vozům IC.

## Švýcarsko
Také ve Švýcarsku jsou dnes vlaky Interregio v provozu nahrazovány jinými druhy vlaků (především ICN). V plánech SBB však mají stále své místo, především tam, kde je požadován vyšší počet zastavení oproti vlakům kategorie InterCity.
Na některých trasách mají vlaky kategorií InterRegio a InterCity různý počet zastavení, na části trasy zastavují častěji IR, na jiné části zastavují častěji IC (např. trasa Basel–Zürich–Chur) nebo na některých IR staví méně často než IC (Basel–Luzern). Protože však ve Švýcarsku nejsou kategorie vlaků cenově odlišeny a také vozový park je obvykle jednotný, nemá dělení na kategorie pro cestující velký význam, jako např. v Německu.
Vlaky IR jsou obvykle sestaveny z klimatizovaných vozů typu Einheitswagen IV nebo vozů typu IC 2000, obvykle jako vratné soupravy.
Společnost Zentralbahn má ve svém jízdním řádu také vlaky kategorie Interregio.